# Eucalyptus signata
Eucalyptus signata är en myrtenväxtart som beskrevs av Ferdinand von Mueller. Eucalyptus signata ingår i släktet Eucalyptus och familjen myrtenväxter. Inga underarter finns listade i Catalogue of Life.